# Geranomyia xanthoplaca
Geranomyia xanthoplaca är en tvåvingeart som beskrevs av Alexander 1921. Geranomyia xanthoplaca ingår i släktet Geranomyia och familjen småharkrankar. Inga underarter finns listade i Catalogue of Life.